# بطريق المكرونة
بطريق المكرونة أو البطريق الذهبي (بالإنجليزية: Macaroni Penguin وبالفرنسية: gorfou doré) هو نوع من أنواع البطاريق التي تعيش في القطب الجنوبي المتجمد، وهي أحد ستة فصائل تعيش هناك، وتشبه بطاريق المكرونة إلى حد كبير البطاريق الملكية. وتتميز بطاريق المكرونة برأس يظهر في اللون الأصفر؛ وكذلك بالوجه الأسود والذقن الأبيض. ويزن بطريق المكرونة البالغ ما متوسطه 5.5 كجم (12 رطل)، وأما طولها فيبلغ متوسطه 70 سم. الذكور والإناث متشابهان في المظهر؛ على الرغم من أن الذكور أكبر قليلاً من الإناث.
نظام بطاريق المكرونة الغذائي يتكون من مجموعة متنوعة من القشريات، مثل القرنديس وبعض الأسماك الصغيرة ورأسيات الأرجل. وتعيش البطاريق في مجموعات كبيرة جداً قد تصل في بعض الأحيان إلى 100 ألف بطريق في المجموعة، ويعتبر بطريق المكرونة من أكثر أنواع البطاريق عدداً، ومع ذلك فقد تم تسجيل انخفاض كبير في عدد هذه البطاريق من منتصف عام 1970م، هذا الانخفاض أدى إلى تسجيلها ضمن قائمة الطيور المعرضة للانقراض.

## الإنتشار
يقدر عدد بطاريق المكرونة الموجودة حالياً بحوالي 11,841,600 زوج كحد أدنى في جميع أنحاء العالم. فقد تم العثور على بعض بطاريق المكرونة في جنوب شيلي، وجزر فوكلاند وجورجيا الجنوبية وجزر ساندويتش الجنوبية، وكذلك في جزر شتلاند وجزيرة بوفيت، وجزر الأمير إدوارد وماريون، وجزر كيرغولن، وجزر هيرد وماكدونالد.

## خطر الانقراض
على الرغم من أن عدد بطاريق المكرونة في العالم يقدر بحوالي 18 مليون بطريق بالغ، فقد سجلت انخفاضا كبيراً في عدد من مواقع تواجدها، حيث بلغت نسبة انخفاض هذه البطاريق في جورجيا الجنوبية إلى 50% بين عامي 1970 - 1990. وقد أدى هذا التراجع في عدد بطاريق المكرونة إلى تصنيفها من الطيور المعرضة لخطر الانقراض من القائمة الحمراء من قبل منظمة الاتحاد الدولي لحفظ الطبيعة. وتشير الدراسات إلى أن أكثر المخاطر التي تواجهها بطاريق المكرونة هو الصيد الجائر والتلوث البحري.
.